# 西游释厄传 (游戏)
《西遊釋厄傳》是台湾鈊象电子（IGS）公司制作的一款街机清版动作游戏，根据中国四大名著之一的《西遊記》改编。搭載道具系統並引入五行相剋玩法。

## 玩法
遊戲設定了5位角色，分別代表了五行。孫悟空是火（原著中屬金），豬八戒是土（原著中屬木），沙僧是水（原著中屬土），龍馬是木（原著中屬水），小龍女（遊戲原創角色）是金，每兩個角色都可以一起組合釋放合體大招（前提要存滿了氣，一旦存滿了氣，角色還能打出一些很炫的連超），絕大多數的道具都有屬性的成分。

## 版本与续作
1997年的105版是最早的一个版本，此外還分111版、112版及126版。
1998年发行《西游释厄传SUPER》，共4个发行版，分别是100版，100a版，101韩国版和103腾讯版，最大的改变去掉了许多华而不实的招式，增加大量新的实用招式。2004年发行《西游释厄传群魔乱舞》，是《西游释厄传SUPER》的加强版，游戏角色由原版5个角色扩充到了11位，追加了新系统“变身大法”，玩家所操控的角色在卐卐卐状态时，通过按“Start”键，会触发变身变成其他任何角色。
2008年發行《西游释厄传2》，追加新角為二郎神楊戩、嫦娥、鐵扇、原創女角 紫衣、唐三藏、蜘蛛精，但龍馬卻未登場。唐三藏、蜘蛛精則是卡片限定角色